# Campeonato Carioca 2014
In 2014 werd het 110de Campeonato Carioca gespeeld voor voetbalclubs uit de Braziliaanse staat Rio de Janeiro. De competitie werd georganiseerd door de FERJ en werd gespeeld van 18 januari tot 13 april. Flamengo werd de kampioen.

## Taça Guanabara
| Plaats | Club            | Wed. | W  | G | V  | Saldo | Ptn. |
| ------ | --------------- | ---- | -- | - | -- | ----- | ---- |
| 1.     | Flamengo        | 15   | 12 | 2 | 1  | 36:16 | 38   |
| 2.     | Fluminense      | 15   | 9  | 4 | 2  | 31:16 | 31   |
| 3.     | Vasco da Gama   | 15   | 8  | 5 | 2  | 31:11 | 29   |
| 4.     | Cabofriense     | 15   | 7  | 4 | 4  | 21:20 | 25   |
| 5.     | Boavista        | 15   | 7  | 4 | 4  | 20:21 | 25   |
| 6.     | Friburguense    | 15   | 6  | 4 | 5  | 18:24 | 22   |
| 7.     | Macaé           | 15   | 5  | 4 | 6  | 22:20 | 19   |
| 8.     | Nova Iguaçu     | 15   | 4  | 7 | 4  | 20:19 | 19   |
| 9.     | Botafogo        | 15   | 4  | 5 | 6  | 16:17 | 17   |
| 10.    | Bangu           | 15   | 4  | 5 | 6  | 15:19 | 17   |
| 11.    | Volta Redonda   | 15   | 4  | 5 | 6  | 15:19 | 17   |
| 12.    | Madureira       | 15   | 4  | 3 | 8  | 19:24 | 15   |
| 13.    | Bonsucesso      | 15   | 3  | 6 | 6  | 15:18 | 15   |
| 14.    | Resende         | 15   | 3  | 6 | 6  | 20:24 | 15   |
| 15.    | Audax Rio       | 15   | 2  | 5 | 8  | 13:27 | 11   |
| 16.    | Duque de Caxias | 15   | 2  | 3 | 10 | 14:31 | 9    |

|  | Geplaatst voor knock-outfase |

### Halve Finale
|               |             |                                         |          |                                                                                     |
| 26 maart Heen | Cabofriense | 0 – 3                                   | Flamengo | Maracanã, Rio de Janeiro Toeschouwers: 5.128 Scheidsrechter: Grazianni Maciel Rocha |
| 26 maart Heen |             | Éverton 17' Paulinho 49' Alecsandro 73' |          | Maracanã, Rio de Janeiro Toeschouwers: 5.128 Scheidsrechter: Grazianni Maciel Rocha |

| Cabofriense | Flamengo |

|               |                                     |       |            |                                                                                              |
| 27 maart Heen | Vasco da Gama                       | 1 – 1 | Fluminense | Maracanã, Rio de Janeiro Toeschouwers: 12.715 Scheidsrechter: Wagner do Nascimento Magalhães |
| 27 maart Heen | Thalles Lima de Conceição Penha 67' |       | Fred 55'   | Maracanã, Rio de Janeiro Toeschouwers: 12.715 Scheidsrechter: Wagner do Nascimento Magalhães |

| Vasco | Fluminense |

|                |                              |       |             |                                                                                            |
| 29 maart Terug | Flamengo                     | 3 – 1 | Cabofriense | Maracanã, Rio de Janeiro Toeschouwers: 9.327 Scheidsrechter: Rodrigo Carvalhães de Miranda |
| 29 maart Terug | Mugni 8', 18' João Paulo 64' |       | Éberson 74' | Maracanã, Rio de Janeiro Toeschouwers: 9.327 Scheidsrechter: Rodrigo Carvalhães de Miranda |

| Flamengo | Cabofriense |

|                |            |              |               |                                                                                        |
| 30 maart Terug | Fluminense | 0 – 1        | Vasco da Gama | Maracanã, Rio de Janeiro Toeschouwers: 19.586 Scheidsrechter: Marcelo de Lima Henrique |
| 30 maart Terug |            | Edmilson 44' |               | Maracanã, Rio de Janeiro Toeschouwers: 19.586 Scheidsrechter: Marcelo de Lima Henrique |

| Fluminense | Vasco |

### Finale
|              |               |       |              |                                                                                   |
| 6 april Heen | Vasco da Gama | 1 – 1 | Flamengo     | Maracanã, Rio de Janeiro Toeschouwers: 26.242 Scheidsrechter: Rodrigo Nunes de Sá |
| 6 april Heen | Rodrigo 11'   |       | Paulinho 60' | Maracanã, Rio de Janeiro Toeschouwers: 26.242 Scheidsrechter: Rodrigo Nunes de Sá |

|                |             |       |                   |                                                                                        |
| 13 april Terug | Flamengo    | 1 – 1 | Vasco da Gama     | Maracanã, Rio de Janeiro Toeschouwers: 49.139 Scheidsrechter: Marcelo de Lima Henrique |
| 13 april Terug | Nixon 90+1' |       | Douglas 75' (pen) | Maracanã, Rio de Janeiro Toeschouwers: 49.139 Scheidsrechter: Marcelo de Lima Henrique |

### Kampioen
| Campeonato Carioca de 2014    |
| Rio de Janeiro                |
| ----------------------------- |
| FLAMENGO Kampioen (33° titel) |

## Taça Rio
| Plaats | Club            | Wed. | W | G | V | Saldo | Ptn. |
| ------ | --------------- | ---- | - | - | - | ----- | ---- |
| 1.     | Boavista        | 11   | 6 | 3 | 2 | 14:10 | 21   |
| 2.     | Friburguense    | 11   | 5 | 4 | 2 | 16:11 | 19   |
| 3.     | Cabofriense     | 11   | 5 | 3 | 3 | 13:12 | 18   |
| 4.     | Nova Iguaçu     | 11   | 4 | 5 | 2 | 16:12 | 17   |
| 5.     | Volta Redonda   | 11   | 4 | 4 | 3 | 12:12 | 16   |
| 6.     | Macaé           | 11   | 4 | 3 | 4 | 15:13 | 15   |
| 7.     | Bangu           | 11   | 4 | 3 | 4 | 13:13 | 15   |
| 8.     | Resende         | 11   | 3 | 5 | 3 | 19:17 | 14   |
| 9.     | Bonsucesso      | 11   | 3 | 4 | 4 | 13:12 | 13   |
| 10.    | Madureira       | 11   | 3 | 3 | 5 | 14:15 | 12   |
| 11.    | Audax Rio       | 11   | 2 | 4 | 5 | 10:17 | 10   |
| 12.    | Duque de Caxias | 11   | 2 | 1 | 8 | 9:21  | 7    |